# Giuseppe Tomasi di Lampedusa

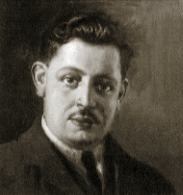
Giuseppe Tomasi di Lampedusa

Giuseppe Tomasi di Lampedusa (Palermo, 23 december 1896 - Rome, 23 juli 1957), 12e hertog van Palma, 11e prins van Lampedusa, baron della Torretta, grande di Spagna (1934-1957). Hij is vooral bekend als schrijver van zijn enige roman, Il Gattopardo, postuum gepubliceerd in 1958. Il Gattopardo is in het Engels vertaald als The Leopard en in het Nederlands als De tijgerkat. De titel verwijst naar de luipaard die is afgebeeld op het wapenschild van de familie Salina, de familie die centraal staat in Il Gattopardo.
Tomasi di Lampedusa was een zwijgzame en solitaire man, die zijn tijd doorbracht met lezen, nadenken en reizen.
Hij zei over zichzelf: "Ero un ragazzo cui piaceva la solitudine, cui piaceva di più stare con le cose che con le persone." ("Ik was een kind dat van de eenzaamheid hield, dat liever met voorwerpen omging dan met personen.")

## Jeugd
Hij werd geboren als zoon van Giulio Maria Tomasi, prins van Lampedusa, en de eveneens adellijke Beatrice Mastrogiovanni Tasca di Cutò. Na de dood van zijn zus aan difterie groeide hij op als enig kind.
Zijn vader was een koele persoonlijkheid. Dientengevolge had hij een sterkere band met zijn moeder.
Hij kreeg in het familiepaleis in Palermo les van een privéleraar in literatuur en de Engelse taal; zijn moeder leerde hem Frans.
Met een grootmoeder las hij de romans van Emilio Salgari. In het huistheater van het huis in Santa Margherita di Belice, waar hij lange vakanties doorbracht, zag hij voor het eerst een opvoering van Hamlet.
In 1911 ging hij naar het liceo classico in Rome en later in Palermo. In 1915 verhuisde hij opnieuw naar Rome, alwaar hij zich inschreef aan de faculteit der rechtsgeleerdheid. In dat jaar werd hij opgeroepen voor het vervullen van zijn militaire dienst. Hij vocht in 1917 tijdens de Slag bij Caporetto, waar Italië tegen Duitsland en Oostenrijk-Hongarije een zware nederlaag leed. Tomasi di Lampedusa werd krijgsgevangene gemaakt en werd opgesloten in een Hongaars krijgsgevangenenkamp. Hij wist echter te ontsnappen en keerde te voet terug naar Italië.
Hij verliet het Italiaanse leger in de rang van luitenant. Zijn studie rechten pakte hij echter niet meer op. Hij keerde terug naar Sicilië, waar hij buitenlandse literatuur bestudeerde, tussen de vele reizen door die hij samen met zijn moeder ondernam.
In 1932 trouwde Lampedusa met barones Alexandra Wolff Stomersee (roepnaam "Licy"), een studente psychoanalyse uit Letland die hij op een van zijn reizen in Londen had ontmoet. Zij woonden enige tijd in Palermo samen met Tomasi di Lampedusa's moeder, maar uiteindelijk dreef de incompatibilité d'humeurs tussen de twee vrouwen Licy terug naar Letland.
In 1934 stierf Lampedusa's vader en erfde hij diens prinselijke titel.
In 1940 werd hij opnieuw voor korte tijd onder de wapenen geroepen, maar omdat hij aan het hoofd van een erfelijke apanage stond, werd hij al gauw naar huis gestuurd om zijn landgoed te besturen.
Tijdens de Tweede Wereldoorlog verbleven Lampedusa en zijn moeder in Capo d'Orlando, waar hij zich weer met Licy verenigde.
In 1943 werd het familiepaleis te Palermo door een Amerikaans bombardement volledig verwoest, een gebeurtenis die Lampedusa bijzonder aangreep.
Na de dood van zijn moeder in 1946 keerde Tomasi met zijn vrouw terug naar Palermo. In 1953 begon hij tijd door te brengen met een groepje jonge intellectuelen, onder wie Gioacchino Lanza, met wie hij zo'n sterke band opbouwde dat hij Lanza in 1954 adopteerde.

## Het schrijven vanDe tijgerkat
Lampedusa was vaak te gast bij zijn neef, de dichter Lucio Piccolo, met wie hij in 1954 naar San Pellegrino Terme reisde om een literaire prijsuitreiking bij te wonen. Aldaar ontmoette hij onder anderen Eugenio Montale en Maria Bellonci. Men neemt aan dat hij na terugkeer uit San Pellegrino Terme aan Il Gattopardo begon te schrijven.
Hij wilde een boek schrijven in de stijl van Ulysses van James Joyce. Dit gaf hij al gauw op, want zoals hij in een brief schreef: "Ulysses lukt me niet". Sporen van deze poging zijn met name terug te vinden in het eerste hoofdstuk. In 1956 was het manuscript af. Tijdens zijn leven werd het geweigerd door alle uitgevers aan wie hij het aanbood. Hierover raakte hij zeer verbitterd.
In 1957 werd bij Lampedusa longkanker vastgesteld. Hij overleed datzelfde jaar op 60-jarige leeftijd en werd begraven op het kerkhof van de kapucijnen in Palermo.
Een jaar na zijn dood werd Il Gattopardo toch gepubliceerd en in 1959 won de roman de Premio Strega. Sindsdien geldt deze roman als een van de grootste werken van de 20e-eeuwse Italiaanse literatuur en als het onbetwiste hoogtepunt van de Siciliaanse literatuur. In 1963 werd Il Gattopardo verfilmd door regisseur Luchino Visconti.

## Andere werken
- I racconti (Verhalen), 1961: bundelt het autobiografische Mijn kindertijd, de novellen De vreugde en de wet en De sirene, en De blinde katjes, een aanzet tot zijn onvoltooide tweede roman.[1]
- Le lezioni su Stendhal (Lessen over Stendhal), 1959, gepubliceerd in boekvorm in 1977;
- Invito alle lettere francesi del Cinquecento (Inleiding in de 16e-eeuwse Franse literatuur), 1970;
- enkele essays.

In 2006 werd onder de titel Viaggio in Europa een bundel brieven uitgegeven die Lampedusa aan zijn neven Casimiro en Lucio Piccolo schreef tijdens zijn reizen naar Londen en andere delen van Europa in de periode 1925-1930.

## Voetnoten
1. ↑  Palermitaanse palazzo's, De Standaard, 5 december 2020. Gearchiveerd op 9 december 2021.

- Bibsys: 90170872
- Biblioteca Nacional de Chile: 000035048
- Biblioteca Nacional de España: XX847385
- Bibliothèque nationale de France: cb11926785v (data)
- Catàleg d'autoritats de noms i títols de Catalunya: 981058605002406706
- CiNii: DA01894119
- Gemeinsame Normdatei: 120871114
- International Standard Name Identifier: 0000 0001 1683 1579
- Library of Congress Control Number: n50049833
- Nationale Bibliotheek van Letland: 000089720
- Bibliotheek van het Japanse parlement: 00458907
- Nationale Bibliotheek van Tsjechië: jn20000701826
- Nationale bibliotheek van Australië: 35552345
- Nationale Bibliotheek van Israël: 987007269071005171
- Nationale Bibliotheek van Polen: a0000002359690
- Nationale en Universitaire bibliotheek Zagreb: 000097954
- Nederlandse Thesaurus van Auteursnamen: 068752210
- Réseau des bibliothèques de Suisse occidentale: 02-A000162815
- Istituto Centrale per il Catalogo Unico: CFIV055692
- LIBRIS: 200089
- SNAC: w6x66djp
- Système universitaire de documentation: 027165205
- Trove: 993465
- Virtual International Authority File: 88710059
- WorldCat: E39PBJwhxH8jqQMJ8fVVMhC84q